# Osaka Evessa
El Osaka Evessa es un equipo de baloncesto japonés con sede en la ciudad de Osaka, que compite en la B.League, la máxima competición de su país. Disputa sus partidos tanto en el Fumin Kyosai Super Arena, con capacidad para 7,000 espectadores, como en el Edion Arena Osaka, con capacidad para 8,000 espectadores, en el Sumiyoshi Sports Center y en el Satsukiyama Gymnastics.

## Historia
El club fue fundado en 2005, año en que se creó la Bj league. Es el 2º club que más Bj league tiene con 3 (2006, 2007 y 2008), solo por detrás del Ryukyu Golden Kings que tiene 4. La Bj league desapareció en 2016 y el equipo empezó a jugar en la nueva B.League. 
Alguno de los jugadores más importantes que han pasado por el conjunto de Osaka son: los ex-NBA Josh Harrellson y Greg Smith, el ex-Montakit Fuenlabrada David Wear, el ex-Cáceres Patrimonio de la Humanidad Olu Ashaolu o Kenny Satterfield. Cabe destacar también que en 2013 el equipo fue entrenado por Bill Cartwright, exjugador de la NBA que consiguió tres anillos con los Chicago Bulls.

## Registro por Temporadas
| Temporada | Competición Doméstica | Competición Doméstica | Competición Doméstica | Competición Doméstica | Copa del Emperador |
| Temporada | División              | Liga                  | Posición              | Play-Offs             | Copa del Emperador |
| --------- | --------------------- | --------------------- | --------------------- | --------------------- | ------------------ |
| 2005–06   | 1ª                    | Bj league             | 1º                    | Campeones             | –                  |
| 2006–07   | 1ª                    | Bj league             | 1º                    | Campeones             | –                  |
| 2007–08   | 1ª                    | Bj league             | 1º                    | Campeones             | –                  |
| 2008–09   | 1ª                    | Bj league             | 2º                    | Semifinales           | –                  |
| 2009–10   | 1ª                    | Bj league             | 1º                    | Subcampeones          | –                  |
| 2010–11   | 1ª                    | Bj league             | 2º                    | 3ª Plaza              | –                  |
| 2011–12   | 1ª                    | Bj league             | 2º                    | Semifinales           | –                  |
| 2012–13   | 1ª                    | Bj league             | 7º                    | –                     | –                  |
| 2013–14   | 1ª                    | Bj league             | 6º                    | Cuartos de final      | –                  |
| 2014–15   | 1ª                    | Bj league             | 5º                    | Cuartos de final      | –                  |
| 2015–16   | 1ª                    | Bj league             | 6º                    | Semifinales           | –                  |
| 2016–17   | 1ª                    | B.League              | 3º                    | –                     | –                  |
| 2017–18   | 1ª                    | B.League              |                       |                       |                    |

## Palmarés

### Liga
- Bj league

-   -  Campeones (3): 2006, 2007, 2008

-   - Subcampeones (1): 2010
  - Terceros (1): 2011

## Patrocinadores
| Patrocinador principal                   | Patrocinador (espalda) | Patrocinador (pantalones)  |
| ---------------------------------------- | ---------------------- | -------------------------- |
| Human Group Sports Entertainment Company | Abilit Corporation     | Life Creations Corporation |

## Jugadores destacados
| - André Coimbra - Han Jae Gyu - Jun Abe - Cohey Aoki - Soichiro Fujitaka - Rei Goda - Takanori Goya - Naoaki Hashimoto - Takuya Hashimoto - Shunki Hatakeyama - Daishi Hayakawa - Ryuichi Horikawa - Yusuke Inoue - Haruyuki Ishibashi - Masashi Joho - Hayato Kantake - Hideki Katsumata - Taizon Kawabe - Hiroyuki Kinoshita - Makoto Kita | - Takuya Komoda - Shota Konno - Ryo Kubota - Naoya Kumagae - Jin Liu - Naoto Nakamura - Tomoya Nakamura - Jun Nakanishi - Narito Namizato - Shinnosuke Negoro - Masashi Obuchi - Hirotaka Sato - Keita Sawabe - Samuel Sawaji - Haruhito Shishito - Takada Shuichi - Takuya Soma - Yousuke Sugawara - Yoshihiro Tachibana - Hirohisa Takada | - Satoshi Takeda - Naoto Takushi - Daisuke Tamura - Shun Watanuki - Nishi Yutaro - Darko Cohadarević - Hsin-An Chen - Wen-Ting Tseng - Zach Andrews - D'Andre Bell - Michael Bell - Lawrence Blackledge - Ryan Blackwell - Marcus Capers - Darnell Cox - Nick DeWitz - Joshua Dollard - Xavier Gibson - DeAngelo Hamilton - Gary Hamilton | - Josh Harrellson - Ari Hooper - Jason Klotz - William Knight - Jonathan Kreft - Dwayne Lathan - Matt Lottich - Mikey Marshall - Wayne Marshall - Nile Murry - Jeff Newton - David Palmer - Trent Plaisted - Rick Rickert - Richard Roby - Markhuri Sanders-Frison - Kenny Satterfield - Michael Singletary - Greg Smith - Dillion Sneed | - Temi Soyebo - Seth Tarver - Kevin Tyner - Nathan Walkup - Eric Walton - Lynn Washington - David Wear - Waki Williams - Kazuya Hatano - Olu Ashaolu - Kevin Galloway - Justen Naughton - Bobby St.Preux - Haimo Chen |